# Борково (Новосибирская область)
Борково — село в Маслянинском районе Новосибирской области. Административный центр и единственный населённый пункт Борковского сельсовета.

## География
Площадь села — 123 гектара.

## Население
| 2002 | 2007 | 2010 | 2012 | 2013 | 2014 | 2015 |
| ---- | ---- | ---- | ---- | ---- | ---- | ---- |
| 777  | ↗796 | ↘658 | ↗665 | ↘662 | ↘654 | ↘652 |
| 2016 | 2017 |      |      |      |      |      |
| ↘640 | ↘634 |      |      |      |      |      |

## Инфраструктура
В селе по данным на 2007 год функционируют 1 учреждение здравоохранения и 1 учреждение образования.

## История
Село расположилось в юго-западной части Маслянинского района по берегам Юдихи и Боровлянки. По поводу названия села Борково существует две версии.
Новосибирский краевед Л. П. Чернобай пишет в своей книге «Бердь — жемчужина Салаирского кряжа», что Борково было образовано в 1719 году. Первыми здешними поселенцами были трое под одинаковыми фамилиями Борковы, но с разными отчествами (Николай Васильевич, Иван Максимович, Кузьма Трофимович). Предполагается, что село назвали в честь этих людей. Однако никому не известно, по какой причине занесла их судьба на берег реки Боровлянки, протекающей в отрогах Салаира.
Анатолий Садыров Литературная карта города Новосибирска и Новосибирской области — писатель-архивист за десятилетия работы в архивах, государственных и ведомственных в книге «Родова: Маслянинские исторические торочки» пише: «В 1789 году Архип Борков поднял семью и ушёл вверх по реке Боровлянке, основал деревню Боркову». Затем по правому берегу поставили свои избы семьи Варнаковых, Казанцевых, Огнёвых. В 1891—1892 гг. неурожай в европейских частях страны прогнал людей за лучшей долей в Сибирь. Село разрасталось. В 1890—1905 гг. прибыли переселенцы пермяки, вятичи: Глушковы, Ляпустины, Ишимовы, Новосёловы, которые расселились по берегам рек Юдихи и Боровлянки.
Информация из архивных данных даёт характеристику села 1927 года. В самом Борково проживало 1698 человек. В состав сельсовета входили: посёлки Быковский, Глушковский, хутор Кабановский (располагались в 5 км от сельсовета), кордон лесничества, посёлки Огнёвский, Озёрский, Пролетарский, Тарасовский — в 6 км, Тульский — 9 км от сельсовета за речкой Непро. Посёлки Быковский, Глушковский, Огнёвский, Тарасовский, хутор Кабановский возникли из заимок отдельных крестьян и носили их фамилии или имена. Они указывали на то, чьё это поселье, кому принадлежит распаханная земля. «Наличие в топонимах таких же суффиксов, как в фамилиях (ов, ев, ин), явно свидетельствует о том, что в основе географического имени лежит фамилия, имя или уличное прозвище первого жителя» — пишет в своей книге «Язык земли» Ида Александровна Воробьёва.
Значение имени посёлка Тульский неизвестно, возможно, основали его туляки. Название посёлка Пролетарский говорит о новой жизни советского человека, его коммунистическом миропонимании. Происхождение посёлка Озёрский не известно. В настоящее время все эти поселения исчезли, земли распаханы или заросли бурьяном, но юди хранят память о родных местах. Лишь из хутора Кабановского образовалась улица в с. Борково Кабановская, которую в 1976 году переименовали в Октябрьскую.
Новое время диктовало новые имена. Осенью 1929 г. началась сплошная коллективизация крестьянских хозяйств Боркова. Краевед Маслянинского района Т. Ф. Ушакова пишет в своей статье «На берегах трёх рек» "Архивные данные свидетельствуют о том, что в Борково на четырёх улицах образовались первые колхозы — «15 лет Октября» (1932 год), «1 Мая» (на ул. Мая), «Путеводная звезда» (на ул. Путеводная), «Сибирский долгунец», «Имени Куйбышева»(п. Тарановский). Названия этих колхозов ярко отражают идеологию советского периода в истории нашей страны.
В 1950 году все эти посёлки — колхозы объединились в один большой «Сибирский долгунец» (по названию сорта льна, которым славились здешние поля).
Село расположено в основном в боровой части района. В 70-80-е годы был отстроен целый микрорайон — «лесхоз» — со своим магазином, цехом по изготовлению тарной дощечки. Был огромный автопарк, трелёвочники, потому что лес не только выращивали, но и заготавливали. Было построено несколько двухквартирных домов. В начале двухтысячных годовлесное хозяйство развалилось.

## Реки

### Боровлянка
Возможно назвали так, потому что она протекает по бору, скорее всего топоним произошёл от однокоренного слова «бор». Действительно, по берегам реки растут высокие вековые сосны. По воспоминаниям старожилов, в пятидесятые годы двадцатого века бору на реке Боровлянке построили плотину, работала электростанция, при которой построили мельницу, дом для мельника и заезжий двор. Это место называлось Смолихина мельница: по фамилии мельника, который там проживал вместе со своей семьёй.

### Река Еловка
Видимо, называется так потому, что по её берегам растёт ельник. Вода в ней очень холодная, родниковая. До 1961 года на её берегах располагался посёлок Тарасовский.

### Речка Стримигулька
Возможно, получила своё название из-за быстрого течения (раньше, вспоминают жители, она была намного больше полноводней).

### Реки Юдиха и Игнашиха
Берут, возможно, начало от фамилий, имён или прозвищ людей, которые были первыми переселенцами.

### Река Непро
Значение неясно

### Баженовский пруд
В окрестностях села имеется и пруд. Называют его (название — антропоним) в честь председателя колхоза Николая Васильевича Баженова. В непростое время (1951 г.) Николай Васильевич взялся поднимать колхоз «Сибирский долгунец». За 21 год он сделал село процветающим. Ведь именно при нём выросли урожаи, заложили новые улицы, выросли дома колхозников. И пруд не только был построен, но и зарыблён: запущены были мальки карпа, сазана, белого амура.

## Улицы

### Улица Октябрьская
Среди местных жителей по-прежнему именуется не иначе, как Кабановская. Название своё она получила от фамилии Кабановы. Это были зажиточные крестьяне, основавшие хутор на р. Юдихе. В 20-е годы XX века Кабановы были раскулачены.

### Улица 1 Мая
(В народе — Первомайка) — в 30-40-е годы располагался на ней колхоз «Первое Мая». Эта улица была главной. Здесь жили животноводы, и поэтому на ней был проведён первый водопровод, первые двухквартирные дома строили для передовиков и главных специалистов. Название несёт в себе черты советской эпохи (в честь праздника, Дня международной солидарности трудящихся).

### Улица Путеводная
На ней тоже был колхоз «Путеводная звезда». Когда-то улица была многолюдной, стояли добротные дома, сейчас осталось всего 4 дома.

### Улица Центральная
Самая длинная. Название говорит само за себя: улица расположена в центре села.

### Улица Гагаринская
(Название — антропоним). В 1960 годы стали присоединять к центру неперспективные посёлки, которые располагались рядом с с. Борково. Так в 1961 году, когда первооткрывателем космоса стал советский человек Юрий Гагарин, жителям посёлка Тарасовский пришлось перевозить свои дома на новую тогда улицу Гагаринскую. Некоторые жители переехали в с. Мамоново.

### Улица Сосновая
Одна из самых красивых улиц. Первые десять домов были выстроены в 1984 году. Получила улица своё название благодаря вековым соснам, которые и сейчас растут в начале улицы (на этой территории когда-то стояла деревянная школа).

### Улица Новая
начала строиться в начале 70-х годов. Стоят на ней в основном кирпичные двухквартирные дома и несколько четырёхквартирных.

### Школьный переулок
Название дано по местонахождению: переулок находится рядом с современной школой.

### Улица Молодёжная
Была застроена в 90-е годы кирпичными и блочными двухквартирными благоустроенными домами, предназначенными в основном для молодых специалистов.

### Улица Кооперативная
(Нижняя — старое название) застроена деревянными старыми домами по берегу реки Боровлянки. Название произошло от Кооперативного магазина, построенного в 1929 г.

## Микротопонимы села

### Гора Вани-Шубы
(Название — антропоним). Такое название получила, потому что когда-то на горе жила многодетная бедная семья Новосёловых, есть было нечего, а у главы семейства была богатая зимняя шуба.

### Заболотница
Поселение, которое находится от деревни в 5 км за ложком ручья Болотницы. Раньше было густо заселено, сейчас дома заброшены, население разъехалось, остался один житель. В конце двадцатых годов 20 века там стоял местный сезонный кирпичный заводик, из кирпича которого (по одной из версий) в 1929 году борковцы построили первое кирпичное здание. Это был Борковский маслодельный завод. По другой версии: готовый кирпич возили из Маслянина. Сейчас в здании маслодельного завода находится магазин.

### Рылов-дурак
(Название — антропоним)покос, надел Рылова. Это место получило такое название, потому что глава семейства был психически нездоров или кто-то из семьи был болен.

### Сабантуй
место на горе за селом в берёзовой роще, где проводился праздник окончания сева. Народ веселился, отдыхал, люди получали награды за добросовестный труд, слушали в свой адрес похвальные речи председателя Баженова.

### Чертов мостик
Получил такое название народа за то, что, соединяя обрывистые берега, всегда размывался в ненастье. Подводы, машины застревали, буксовали, а водители проклинали деревянный мостик.

### Фёклин лог
(Название — антропоним). Существует две версии происхождения микротопонима. Первая: между Борково и Маслянино есть полевая дорога. Раньше по ней борковчане пешком ходили до районного центра, и в одном логу часто видели яркие огоньки. Поговаривали, что ворожейка-ведьма Фёкла занимается там своими тёмными делами. По другой версии, в логу была убита женщина по имени Фёкла, жительница села.

## Известные жители и уроженцы
- Жеребцова Ирина Гурьяновна (в замужестве — Березовская; 1912—1991) — Герой Социалистического Труда.